# Friedrich Wilhelm Curtius

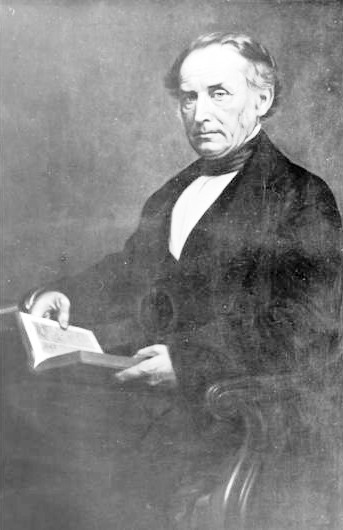
Friedrich Wilhelm Curtius

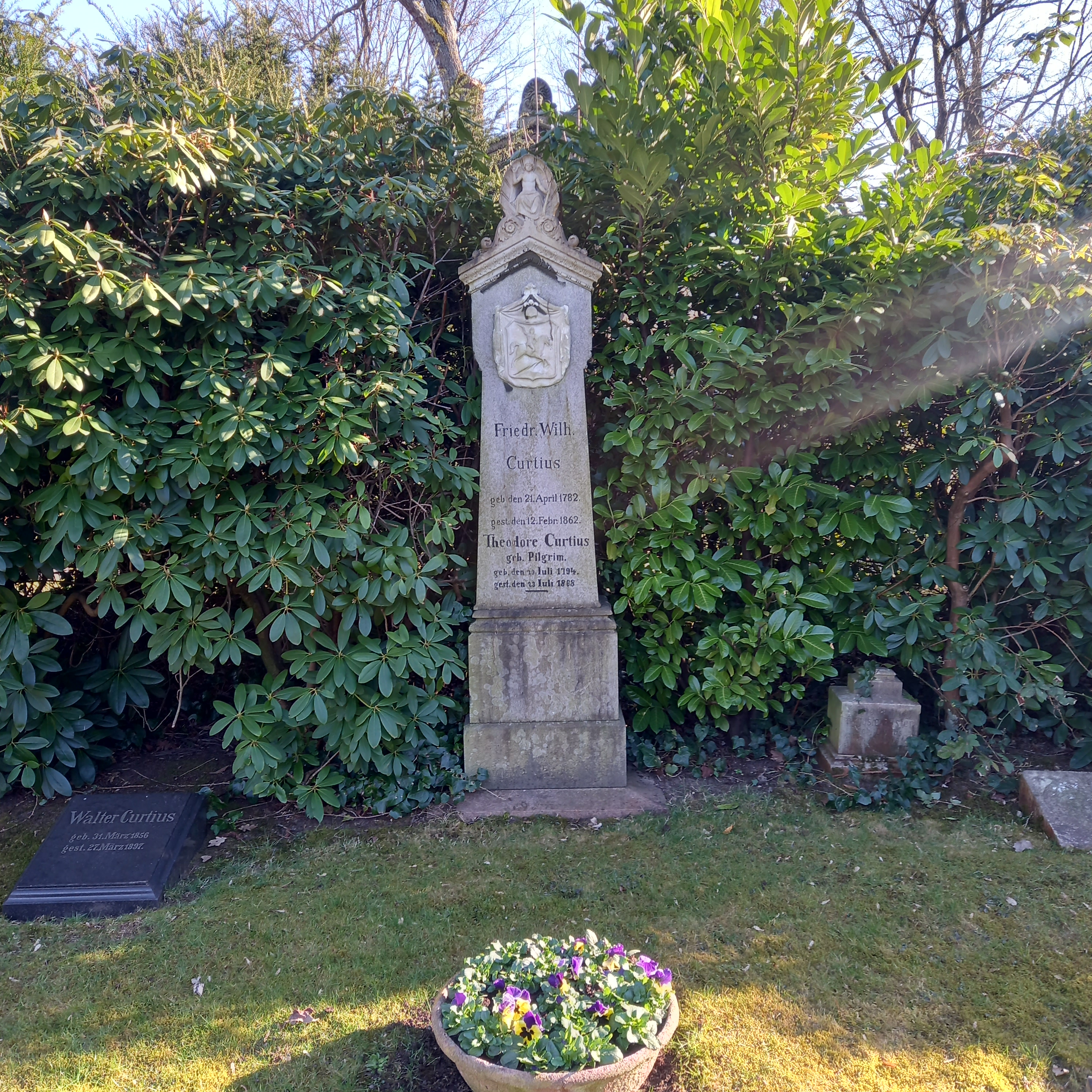
Das Grab von Friedrich Wilhelm Curtius und seiner Ehefrau Theodore geborene Pilgrim auf dem Alten Friedhof in Duisburg

Friedrich Wilhelm Curtius (* 21. April 1782 in Goch; † 12. Februar 1862 in Duisburg) war ein deutscher Unternehmer der Chemieindustrie.

## Familie
Sein Vater, Caspar Ludwig Curtius (* wohl in Bremen; am 28. April 1746 in Lippstadt getauft; † 31. März 1797 in Goch) hatte ab 1759 die Lateinische Schule in Halle besucht, Pharmazie in einer Apotheke in Bielefeld (siehe Ludwig Philipp Aschoff) erlernt, ab 1767 Medizin studiert und war Stadt- und Amtsphysikus in Goch geworden. Seine Mutter war die Pfarrerstochter Johanna, geb. Fabritius (1746–84). Sein Großvater Arnold Curtius (1697–1774) aus Bremen war Bürgermeister in Lippstadt.

## Leben
Verwaist begann Friedrich Wilhelm Curtius auf Wunsch des Vaters eine Apothekerlehre bei Aschoff in Bielefeld. 1801 büxte er seinem Vormund oder Lehrherrn aus und reiste nach Amerika, um sich der Expeditionsreise von Alexander von Humboldt anzuschließen. Schwer enttäuscht kehrte er schon 1802 zurück und arbeitete in Duisburg als Buchhalter und Reisender einer Materialwaren- und Weinhandlung. 1815 ehelichte er Wilhelmine Theodore, geborene Pilgrim (1794–1868), die Witwe des Amsterdamer Kaufmanns Johann Gerhard Sigrist und Tochter des Fachinger Mineralbrunnen-Verwalters August Theodor Pilgrim (1745–1804), mit der er elf Kinder zeugte.
Im gleichen Jahr gründete er eine Drogengroßhandlung. Er gründete 1824 eine Schwefelsäurefabrik als erstes industrielles Unternehmen in Duisburg (Kaßlerfeld). Zusammen mit seinem Schwiegersohn und einem Kompagnon gründete er 1838 die Firma „Matthes & Weber“ (M&W). Diese stellte Soda her. Hinzu kam zehn Jahre später die Chlorkalkproduktion. Er erwarb zudem 1840 eine Produktionsstätte für Alaun und baute sie zur Alaun- und Tonerdesulfatfabrik „Friedrich Curtius & Compagnie“ aus. Es folgte 1849 die Gründung einer Ultramarinfabrik unter der Firma seines Sohnes Julius Curtius.
Seine Firmen blieben rechtlich selbstständig, wurden von Curtius aber als Ganzes geleitet. Für die Gründungen spielte die Erkenntnis eine Rolle, das eine hohe Fertigungstiefe (Produktion von Grundstoffen, Zwischenprodukten und Endprodukten) Vorteile haben kann. 1857 gab er die unternehmerische Verantwortung an seine Söhne ab.
Von Curtius gingen erste Überlegungen zu Syndikaten in der chemischen Industrie aus. 1856 übernahm die Firma Matthes & Weber eine führende Rolle in der „Soda-Konvention“, einem Kartell der vier größten niederrheinischen Sodafabriken; 1863 errichtete M&W eine zweite Sodafabrik in Duisburg.